# Mîrne, Kostopil
Mîrne (în ucraineană Мирне) este localitatea de reședință a comunei Mîrne din raionul Kostopil, regiunea Rivne, Ucraina.

## Demografie
Componența lingvistică a localității Mîrne
     Ucraineană (99,16%)
     Alte limbi (0,77%)
Conform recensământului din 2001, majoritatea populației localității Mîrne era vorbitoare de ucraineană (99,16%), existând în minoritate și vorbitori de alte limbi.